# Chrystodolus I (patriarcha Jerozolimy)
Chrystodolus I – trzydziesty pierwszy chalcedoński patriarcha Jerozolimy; sprawował urząd około 937 r.